# Tyrese Johnson-Fisher
Tyrese Johnson-Fisher (geb. 9. September 1999) ist ein jamaikanisch-britischer American-Football- und Rugby-Union-Spieler. In der Saison 2024 spielte er als Runningback für die Prague Lions in der European League of Football (ELF).

## Karriere
Johnson-Fisher wurde als Fünfzehnjähriger bekannt, als ein Video veröffentlicht wurde, wie er im Halbfinale des NatWest Schools Cup im März 2015 vier Versuche erzielte. Das Video wurde innerhalb eines Monats von mehr als einer Million Menschen gesehen. Johnson-Fisher spielte in den Jugendteams der Leicester Tigers und ein erfolgreicher Sprinter, der die 100 m in 10,72 Sekunden lief. Zudem spielte er American Football für die U19 der London Warriors.
Im Dezember 2017 wurde Johnson-Fisher als erster Nicht-Amerikaner zum All-American Game für High-School-Schüler im American Football eingeladen. Anschließend erhielt er ein Football-Stipendium der Coastal Carolina University. Er blieb ein Jahr bei Coastal Carolina, absolvierte aber kein Spiel. In der Hoffnung bei einer anderen Schule mehr Spielzeit zu bekommen trug er sich nach der Saison ins Transfer-Portal der NCAA ein.
Stattdessen kehrte Johnson-Fisher im August 2019 nach England und zum Rugby zurück. Bereits im April 2018 war er für die jamaikanische Rugby-Siebener-Nationalmannschaft bei den Hongkong Sevens 2018 eingesetzt worden. Er unterschrieb einen Profivertrag bei den Bristol Bears in der English Premiership. Dort hatte er allerdings nur einen Einsatz, im Februar 2020 verließ er den Verein.
Er kehrte zurück in die USA und spielte in der Saison 2021 für das Team der Copiah Lincoln Community College in der NJCAA, wo er auch seinen College-Abschluss beenden konnte.
Zur Saison 2022 schloss er sich den Istanbul Rams für deren erste Saison in der European League of Football an.